# Anatomie de la plèvre et de la cavité pleurale
L'anatomie de la plèvre et de la cavité pleurale décrit les structures et les rapports anatomiques de ces organes thoraciques.

## La plèvre

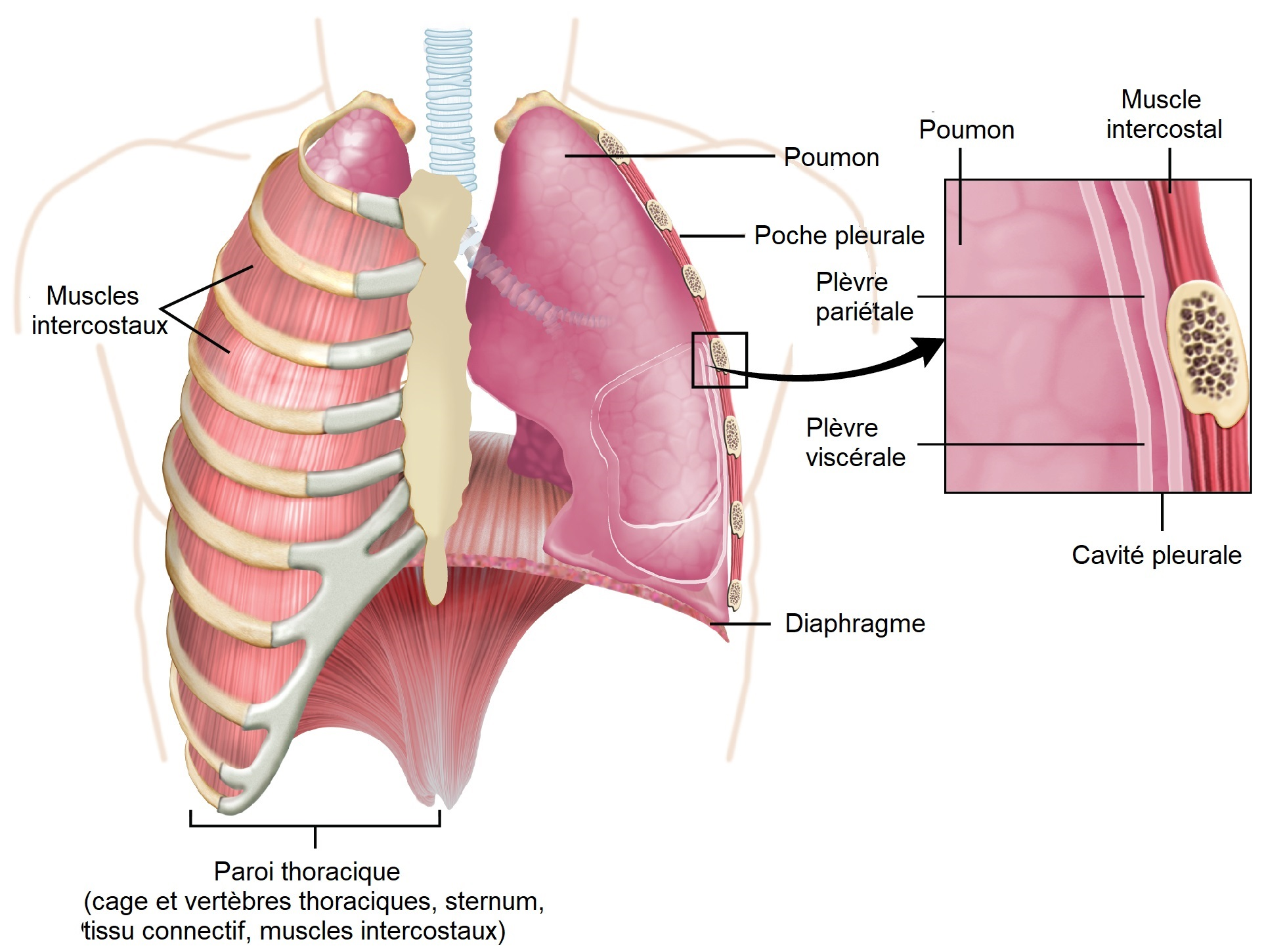
La plèvre.

La plèvre est une fine membrane séreuse, au même titre que le péritoine, le péricarde ou la vaginale du testicule, dont elle partage l’origine embryologique.
Elle est constituée de 2 feuillets :
- le feuillet viscéral, ou plèvre viscérale, qui recouvre le poumon même à l'intérieur des scissures et des différents types de lobes ;
- le feuillet pariétal, ou plèvre pariétale, qui recouvre toute la loge contenant le poumon, c’est-à-dire la paroi thoracique, le diaphragme et le médiastin. Quand le feuillet atteint le hile du poumon (porte d'entrée des poumons), il se « réfléchit » (retrousse) pour former le feuillet viscéral.

La continuité entre plèvre viscérale et pariétale, appelée « ligne de réflexion », s’effectue au niveau du hile pulmonaire. Cette ligne de réflexion recouvre tous les éléments du hile, sauf en sa partie inférieure où elle se poursuit vers le diaphragme, constituant le ligament triangulaire ou ligament pulmonaire.

## La cavité pleurale
La plèvre délimite la cavité pleurale, cavité normalement virtuelle limitée par ces deux feuillets. Au sein de cette cavité un mince film de liquide, appelé liquide pleural (résultat de la transsudation du sang), assure le glissement des deux feuillets l’un contre l’autre. Grâce à la dépression intrapleurale (pression relative négative) ces deux feuillets sont maintenus plaqués l’un contre l’autre.

## La plèvre viscérale
Elle tapisse toute la surface externe du poumon ainsi que les scissures sauf le hile pulmonaire.
C’est une membrane mince, transparente et luisante quasiment inséparable du tissu pulmonaire sous-jacent.
1. Vascularisation : elle est mixte, à la fois systémique, par les artères bronchiques, et pulmonaire.
2. Innervation : elle ne présente pas d'innervation propre[1].
3. Drainage lymphatique : il s'effectue par les vaisseaux lymphatiques du poumon.

## La plèvre pariétale
Elle se divise en trois parties : costale, médiastinale et diaphragmatique.
Elle se caractérise par  :
1. vascularisation artérielle : elle est systémique par les artères intercostales, thoracique interne, bronchiques, subclavière.
2. drainage veineux : il est effectué majoritairement dans la veine cave supérieure par l’intermédiaire des veines intercostales.
3. innervation : elle est riche en fibres nerveuses sympathiques, parasympathiques et sensitives. L’innervation de la plèvre costale se fait par les nerfs intercostaux, la plèvre diaphragmatique par l’intermédiaire du nerf phrénique.
4. drainage lymphatique : il s'effectue par les vaisseaux lymphatiques satellites.

Elle est doublée par le fascia endothoracique (fascia sous-pleural de Luschka) qui en assure la fixité. Il est formé d’une couche de tissu celluleux peu vascularisé.
Là où il est résistant il représente un plan de clivage chirurgical pour en réaliser l’exérèse (pleurectomie) ou pour disséquer le poumon quand la plèvre est symphysée ou envahie par les cellules tumorales (pleuropneumonectomie du mésothéliome).
Il est de constitution variable :
- très épais et très dense en regard du dôme pleural ;
- épais et dense en regard de la plèvre costale ;
- quasiment inexistant en regard du sternum, du médiastin et du diaphragme.

Seul le feuillet pariétal de la plèvre est douloureux.

## Les sinus pleuraux ou récessus pleuraux ou culs-de-sac pleuraux
Ils déterminent la frontière de passage entre les trois parties de la plèvre pariétale :
1. costomédiastinal antérieur, à l’avant entre plèvre costale et médiastinale, profond et derrière le sternum;
2. costomédiastinal postérieur, à l’arrière entre plèvre costale et médiastinale, large et latéro-vertébral ;
3. médiastinodiaphragmatique, entre médiastin et diaphragme ;
4. costodiaphragmatique, entre plèvre costale et diaphragmatique, c’est le plus bas.

La connaissance anatomique de la projection pariétale de ces récessus est fondamentale pour le chirurgien thoracique, en effet avant de mettre un drain dans la cavité pleurale il faut en connaître parfaitement ses limites, notamment pour le récessus costodiaphragmatique :
- en avant sur la ligne médioclaviculaire le poumon s’arrête à la 6e côte et le récessus costodiaphragmatique à la 7e côte ;
- latéralement sur la ligne médioaxillaire le poumon s’arrête à la 8e côte et le récessus costodiaphragmatique à la 9e côte ;
- en postérieur le poumon s’arrête à la 11e côte et le récessus costodiaphragmatique à la 12e côte.